# Dillon Casey
Dillon Casey (Las Vegas, 29 ottobre 1983) è un attore statunitense, meglio conosciuto per il suo ruolo nella serie TV MVP.

## Biografia
È apparso in numerose serie televisive, tra cui 11 Cameras della CBC, e nella miniserie vampiresca di MTV Valemont. 
Nel 2010 recita in tre puntate di un'altra serie horror, The Vampire Diaries e viene scelto per interpretare Sean Pierce in Nikita. 
Nel 2012 recita al fianco di Channing Tatum e Rachel McAdams nella pellicola romantica La memoria del cuore.

## Filmografia

### Cinema
- Killing Zelda Sparks, regia di Jeff Glickman (2007)
- Shirtgun Guy, regia di Conor Casey (2008)
- Captain Coulier (Space Explorer), regia di Lyndon Casey (2009)
- Creature, regia di Fred Andrews (2011)
- La memoria del cuore (The Vow), regia di Michael Sucsy (2012)

### Televisione
- System Crash - serie TV, episodio 4x01 (2001)
- 11 Cameras - serie TV, 18 episodi (2006)
- 1-800-Missing - serie TV, episodio 3x15 (2006)
- Monster Warriors - serie TV, 1 episodio (2007)
- The Best Years - serie TV, episodi 1x04-1x05-1x06-1x07 (2007)
- Too Young to Marry, regia di Michelle Poulette - film TV (2007)
- Victor, regia di Jerry Ciccoritti - film TV (2008)
- MVP - serie TV, 10 episodi (2008)
- House Party - serie TV, 6 episodi (2008)
- Aaron Stone - serie TV, episodio 1x04 (2009)
- Warehouse 13 - serie TV, episodio 1x01 (2009)
- Omicidi e segreti (A Nanny's Secret), regia di Douglas Jackson (2009)
- Valemont - serie TV, 16 episodi (2009)
- The Vampire Diaries - serie TV, episodio 1x12 (2009)
- Being Erica - serie TV, 6 episodi (2009-2010)
- Skins - serie TV, 3 episodi 1x06-1x09-1x10 (2011)
- Torchwood - serie TV, episodio 4x03 (2011)
- Ultra Boys, regia di Jace Alexander - film TV (2011)
- Nikita - serie TV, 39 episodi (2011-2013)
- Remedy - serie TV, 20 episodi (2014-2015)
- Agents of S.H.I.E.L.D. - serie TV, 2 episodi 3x05-3x10 (2015)
- Turn: Washington's Spies - serie TV, 3 episodi 3x07-4x03-4x04 (2016-2017)
- A Perfect Christmas, regia di Brian K. Roberts - film TV (2016)
- Designated Survivor - serie TV, 6 episodi (2017-2018)
- Another Life - serie TV, 9 episodi (2021)

## Doppiatori italiani
Nelle versioni in italiano delle opere in cui ha recitato, Dillon Casey è stato doppiato da:
- Fabrizio Vidale in Nikita
- Gianluca Crisafi in Agents of S.H.I.E.L.D.
- Marco Vivio in Transplant